# Hartmann de Saint-Gall
Hartmann (* avant 825- † 21 septembre 925) fut un chroniqueur et abbé de Saint-Gall en 922.

## Mandat
Il a succédé à l'abbé Salomon III de Constance après une année d'interrègne. Il apparaît déjà dans le registre monastique en tant que diacre en 895. En 897, il apparaît comme un commis aux documents, de 910 à 912 quatre fois comme Camerarius et en 920 comme Preepositus. Son temps en tant qu'abbé n'est documenté que dans un document daté de façon inexacte. Dans une liste abrégée, son mandat est enregistré à trois ans et quatre mois.

## Actes
Ekkehart, abbé et chroniqueur majeur plus tardif du monastère, a écrit que Hartmann avait pris soin de la vie monastique ainsi que de la vie culturelle du monastère. Il se serait également bien occupé de l'école er du chœur. Néanmoins, il aurait négligé la partie administrative de sa charge ainsi que la partie foncière. L'abbaye se retrouva lésée par cette négligence.
Il est considéré comme l'auteur d'une chronique aujourd'hui perdue. Des hymnes d'un auteur du même nom existent mais il ne s'agirait pas du même Hartmann.

## Littérature
- (de) Gerold Meyer von Knonau, « Hartmann, Abt von St. Gallen », dans Allgemeine Deutsche Biographie (ADB), vol. 10, Leipzig, Duncker & Humblot, 1879, p. 678
- « Hartmann » dans le Dictionnaire historique de la Suisse en ligne.